# Melanocucurbitaria
Melanocucurbitaria is een monotypisch geslacht van schimmels behorend tot de familie Melanommataceae. Het bevat alleen Melanocucurbitaria uzbekistanica.